# HD 217166
HD 217166，又名BD+08 4973，SAO 127870、HR 8737，是一颗恒星，视星等为6.43，位于銀經82.17，銀緯-44.4，其B1900.0坐标为赤經22h 53m 30.9s，赤緯+8° -44.4′ 32″。